# Rachel Portman
Rachel Portman (ur. 11 grudnia 1960 w Haslemere) – brytyjska kompozytorka, autorka muzyki do wielu filmów. Nagrodzona Oscarem 1996 za muzykę do filmu Emma.

## Muzyka filmowa
| - Jeden dzień (2011) - Księżna (2008) - Stowarzyszenie wędrujących dżinsów 2 (2008) - Bez skrupułów (2006) - Dom nad jeziorem (2006) - Twist (2006) - Define Normal (2005) - Dzięki tobie, Winn-Dixie (2005) - The Little Prince (2004) - Kandydat (2004) - Lard (2004) - Uśmiech Mony Lizy (2003) - Piętno (2003) - Nicholas Nickleby (2002) - Prawdziwe oblicze Charliego (2002) - Wojna Harta (2002) - Nowe szaty cesarza (2001) - Czekolada (2000) - Nazywał się Bagger Vance (2000) - Ogłoszenie (2000) - Wbrew regułom (1999) - Nazwij to snem (1999) - Gorsza siostra (1999) - Pokochać (1998) - Miłość i frytki (1998) - Piękna i Bestia. Zaczarowane święta (1997) - Miłość jak narkotyk (1997) - Pokój Marvina (1996) - Emma (1996) - Pinokio (1996) - Ślicznotki (1995) - Palookaville (1995) - Dym (1995) - Pożar uczuć (1995) - Droga do Wellville (1994) - Tylko ty (1994) - Syreny (1994) | - Wojna guzików (1994) - Friends (1993) - Klub szczęścia (1993) - Benny i Joon (1993) - Ethan Frome (1993) - Great Moments in Aviation (1993) - Druga miłość (1992) - Mr. Wakefield's Crusade (1992) (TV) - Córki Rebeki (1992) - Carl May i jego żony (1992) - Tam, gdzie nie chadzają anioły (1991) - Antonia and Jane (1991) - Flea Bites (1991) (TV) - Oranges Are Not the Only Fruit (1990) - Shoot to Kill (1990) - Life Is Sweet (1990) - The Storyteller: Greek Myths (1990) - The Widowmaker (1990) - Kobieta w czerni (1989) - Młodość Charliego Chaplina (1989) - Monster Maker (1989) - Living with Dinosaurs (1989) - Precious Bane (1989) (TV) - Bajarz (1988) (serial TV) - Loving Hazel (1988) - Sometime in August (1988) - 1914 All Out (1987) - Krótkie i kręcone (1987) - The Falklands War: The Untold Story (1987) - 90 Degrees South (1987) - Sharma and Beyond (1986) - Good as Gold (1986) - Mała księżniczka (1986) - Four Days in July (1985) - Reflections (1984) - Last Day of Summer (1984) - Uprzywilejowany (1982) |

## Nagrody
- Nagroda Akademii Filmowej Najlepsza muzyka w komedii lub musicalu: 1997:Emma